# Berkheim
Berkheim és un municipi de Suàbia situat al districte rural (Landkreis) de Biberach, a l'estat federat alemany de Baden-Württemberg. Es troba a cinc quilòmetres a l'oest de la ciutat baveresa fronterera de Memmingen.
Al municipi s'hi troben, més enllà del nucli de Berkheim, els nuclis de Bonladen, Illerbachen i Eichenberg.

## Política

### Consell municipal
El consell municipal de Berkheim està format pels regidors elegits i l'alcalde com a president. L'alcalde té dret a votar al consell municipal. Les eleccions locals del 26 de maig de 2019, amb una participació del 58,2% (2014: 55,5%), van donar els resultats següents:
| Partit                                        | Percentatge de vot | Regidors (12) | Resultats 2014   |
| CDU                                           | 53,0%              | 6             | 57,2% 7 regidors |
| Freie Wähler                                  | 29,2%              | 4             | 26,6% 3 regidors |
| Wir Frauenliste ("Nosaltres; Llista de dones) | 17,8%              | 2             | 16,2% 2 regidors |

### Alcalde
A l'abril de 2011, Walther Puza va ser elegit successor de Michael Sailer amb el 91,46% dels vots en les eleccions a alcalde, en què es vota directament la persona. Des de llavors, n'és l'alcalde.

## Cultura i llocs d'interès
- Monestir de Bonlanden
- Festival de Willebold (amb processó de relíquies) [2]
- Església de Sant Josep (Illerbachen)
- Església de Sant Konrad (Berkheim)
- Capella de Sant Martí (Eichenberg)